# 朴沖綣
朴 沖綣（パク・チュングォン、朝鮮語: 박충권、1986年1月14日 - ）は、大韓民国の脱北者の政治家。第22代韓国国会議員。

## 経歴
朝鮮民主主義人民共和国咸鏡南道咸興市出身。第1高等学校を3位の成績で卒業後、国防大学（現・金正恩国防総合大学）化学材料工学部を卒業した。2009年4月に脱北後はソウル大学校大学院で材料工学の修士号・博士号を取得し、現代製鉄の研究開発本部で責任研究員を務めた。2024年の第22代総選挙では国民の力の比例代表として当選し、国会議員となった。